# Siva Samoa
Siva Samoa ist ein Samoanischer Tanz.
Der Tanz wurde traditionell von den High Chiefs, den  Matai dargestellt. Heute wird er gewöhnlich von den Taupou getanzt. Ähnlich ist der Mak Sa’moa der in West-Samoa besonders beliebt ist.
Andere traditionelle Formen sind Taualuga, Siva Afi, Sasa, Māuluulu, Laumei und Tautasi.
Der Siva Samoa ist sehr populär bei Lūʻau-Feiern in den Hawaii-Inseln. Dort gibt es auch die Version des Siva Afi mit brennenden Messern.